# Halisarca cerebrum
Halisarca cerebrum är en svampdjursart som beskrevs av Patricia R. Bergquist och Kelly 2004. Halisarca cerebrum ingår i släktet Halisarca och familjen Halisarcidae. Inga underarter finns listade i Catalogue of Life.